# Hospitāļu iela
Hospitāļu iela — латвійський музичний гурт з Риги, створений в 1997 році.

## Історія
Гурт був заснований у 1997 році лідером, співаком, гітаристом і головним автором текстів Едгаром Шубровскісом і був названий по віршу Клавса Елсбергса (Klāvs Elsbergs). Як би там не було, тоді нічого особливого не вийшло, і група пройшла крізь безліч перетворень в складі. Альбом "Ir maiga nakts" (Це м'яка ніч) був випущений незалежно в 1999 році. У 2001 група, нарешті, "устаканилася" і почала працювати над першою цієї платівкою, яка була закінчена в 2003 і випущена в 2004-му.
Мова йде про платівку PILNMĒNESS (Повний Місяць), яку багато критиків визнали свого роду музичним відкриттям. На платівці є кілька хітів, одні з найвідоміших - Par pogu і Sinepes (par Raimi).
"Hospitāļu iela" володіє вельми своєрідним стилем, який складно описати: елементи поп і рок-музики, а так само регі. Дуже до речі прийшлася скрипка, а так само креативна лірика, час від часу виставляє напоказ сухе почуття гумору. "Pilnmēness" виграв у номінаціях "Поп-альбом року" і "Найкращий дебют" на "2005 Latvian Music Awards". Так само слід зазначити, що одним із продюсерів альбому "Pilnmēness" був один з піонерів Латиської електронної музики - Ingus Baušķenieks (Інгус Бауштеніекс)
Зараз група складається з Шубровскіса (Šubrovskis), Діни Скрейтуле (Dina Skreitule) (скрипка), Майї Ушчі (Maija Ušča) (бас-гітара), Тома Цірценіса (Toms Circenis) (барабани), Лайми Івуле (Laima Ivule) (вокал, клавішні), Йекаба Кацена (Jēkabs Kacens) (джамбо), Біани Петі (Biāna Pette) (акордеон) та Рейніс Озоліньш (Reinis Ozoliņš) (контрабас). При подібному складі можна з упевненістю очікувати електронний мікс музичних стилів і звучань, особливо реггі та звукчаніе скрипки, рівно як ідінаміку між вокалами Шубровскіса і Івуле. Все це забезпечує "Hospitāļu iela" виразні стиль.

## Дискографія
- 2004 — Pilnmēness (Повнолуння)
- 2005 — Nav centrs (Без центру)
- 2007 — Pūķis (Дракон)
- 2012 - Hi

Pilnmēness
Nav centrs
Pūķis